# Pasiphila
Pasiphila es un género de polillas de la familia Geometridae. El género fue descrito por primera vez por Edward Meyrick habiendo sido descrita en 1883, con distribución endémica principalmente en Nueva Zelanda. 

## Especies
Se han descrito 36 especies en este género, 26 de ellas en Nueva Zelanda.
- Pasiphila acompsa (Prout, 1927)
- Pasiphila aristias (Meyrick, 1897)
- Pasiphila bilineolata (Walker, 1862)
- Pasiphila charybdis (Butler, 1879)
- Pasiphila chloerata (Mabille, 1870) - conocida en Europa como (en neerlandés) sleedoorndwergspanner o "polilla enana del endrino"
- Pasiphila coelica
- Pasiphila cotinaea (Hübner, 1817)
- Pasiphila debiliata (Hübner, 1817) - conocida en Europa como (en neerlandés) bosbesdwergspanner o "polilla de arándanos enanos"
- Pasiphila derasata (Bastelberger, 1905)
- Pasiphila dryas (Meyrick, 1891)
- Pasiphila erratica (Philpott, 1916)
- Pasiphila excisa (Butler, 1878)
- Pasiphila fumipalpata (Felder y Rogenhofer, 1875)
- Pasiphila furva (Philpott, 1916)
- Pasiphila halianthes (Meyrick, 1907)
- Pasiphila heighwayi (Philpott, 1927)
- Pasiphila humilis (Philpott, 1917)
- Pasiphila hyrcanica Viidalepp & Mironov, 2006
- Pasiphila kumakurai (Inoue, 1958)
- Pasiphila lita (Prout L. B., 1916)
- Pasiphila lunata (Philpott, 1912)
- Pasiphila magnimaculata (Philpott, 1915)
- Pasiphila malachita (Meyrick, 1913)
- Pasiphila melochlora (Meyrick, 1911)
- Pasiphila muscosata (Walker, 1862)
- Pasiphila nebulosa (Dugdale, 1971)
- Pasiphila obscura (West, 1929)
- Pasiphila palaearctica (Brandt, 1938)
- Pasiphila palpata (Walker, 1862)
- Pasiphila plinthina (Meyrick, 1888)
- Pasiphila punicea (Philpott, 1923)
- Pasiphila rectangulata (Linnaeus, 1758) - conocida en Europa como (en inglés) green pug o "polilla enana".
- Pasiphila regularis (Warren, 1895)
- Pasiphila rivalis (Philpott, 1916)
- Pasiphila rubella (Philpott, 1915)
- Pasiphila sandycias (Meyrick, 1905)
- Pasiphila semochlora (Meyrick, 1919)
- Pasiphila socotrensis (Herbulot, 1994)
- Pasiphila subcinctata (Prout, 1915)
- Pasiphila suffusa (Hudson, 1928)
- Pasiphila urticae (Hudson, 1928)
- Pasiphila talyshensis (Viidalepp, 1996)
- Pasiphila variospila (Warren, 1895)
- Pasiphila vieta (Hudson, 1950)
- Pasiphila viridata (Warren, 1895)